# Estación Comte de Flandre/Graaf van Vlaanderen
La estación Comte de Flandre/Graaf van Vlaanderen es una estación del sistema de metro de Bruselas donde prestan servicio a las líneas 1 y 5 (anteriormente conocidas como 1B y 1A respectivamente). Se inauguró el día 8 de mayo de 1981, en el barrio bruselense de Sint-Jans-Molenbeek.
Esta es, con seguridad, la estación más profunda de todo el sistema, ya que tiene que pasar por debajo del Canal de Charleroi.
- Datos: Q2542141
- Multimedia: Comte de Flandre/Graaf van Vlaanderen metro station / Q2542141